# L'any infernal

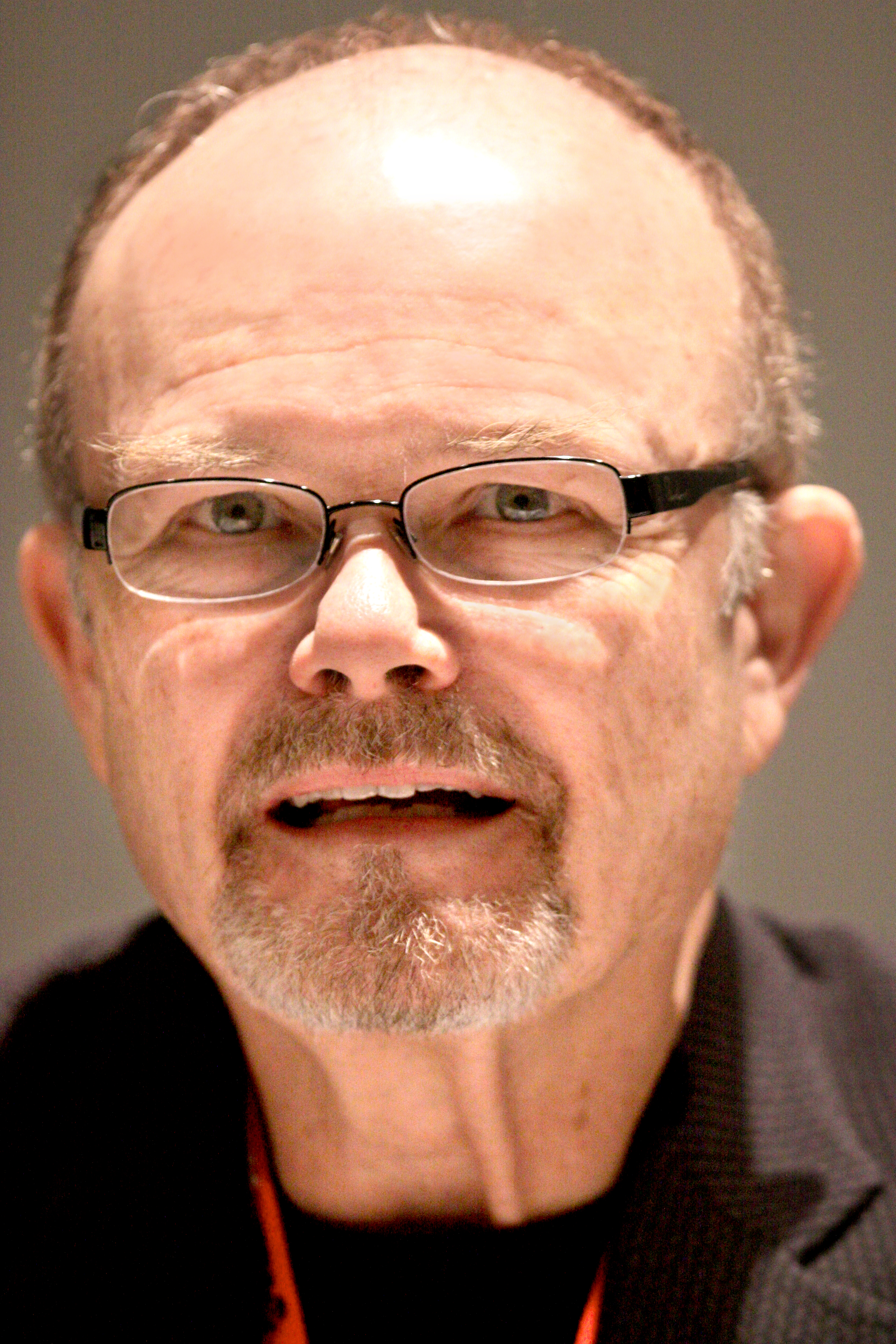
Kurtwood Smith és una estrella convidada com a l'Annorax amb problemes

"L'any infernal" (títol original en anglès "Year of Hell") és un episodi doble, el vuitè i novè, de la quarta temporada, i el 76è i 77è del total de la sèrie de televisió de ciència-ficció estatunidenca Star Trek: Voyager. El guió fou escrit per Brannon Braga i Joe Menosky, i fou dirigit per  Allan Kroeker (part I) i Mike Vejar (part II). La primera part fou emesa a la televisió el 5 de novembre, i la segona el 12 de novembre de 1997 a la cadena UPN. Això inclou diverses estrelles convidades, com ara Kurtwood Smith.
Ambientada al segle XXIV, la sèrie segueix les aventures de la tripulació de la Flota Estel·lar i els Maquis de la nau estel·lar USS Voyager després de quedar encallats al Quadrant Delta a desenes de milers d’anys llum de distància de la resta de la Federació. Al final de la tercera temporada, la tripulació de la Voyager entra en conflicte amb els Borg, una força alienígena que captura membres d'altres espècies i els "assimila" a la seva ment col·lectiva cibernètica. En aquest episodi la Voyager pateix diversos canvis en la seva línia temporal, ja que el comandant d'una nau alienígena intenta reseqüenciar la història al seu gust.
Els esdeveniments d'aquest episodi van ser prefigurats a l'episodi de la tercera temporada "Abans i després".

## Argument

### Part I
Una nau enorme apareix al cel sobre una colònia alienígena i dispara un raig d'energia, transformant la ciutat en muntanyes i camps. Mentre l'onada envolta el planeta, la tripulació de la nau comenta l'esborrat de la colònia abans de dirigir-se al món natal de l'espècie.
A bord de la USS Voyager, Set de Nou (Jeri Ryan) i Harry Kim (Garrett Wang) han desenvolupat un mapa galàctic que hauria d'escurçar cinc anys del seu viatge.
Set informa a la Capitana Janeway (Kate Mulgrew) que la zona de l'espai on es troben pertany a una espècie que els Borg coneixen com els Zahl. En entrar en aquest espai, una petita nau apareix a la proa de babord de la Voyager i comença un atac no provocat. La nau és un destructor Krenim, i el capità de la nau declara que la Voyager ha d'abandonar l'espai Krenim o serà destruïda. Com que les armes de la nau demostren ser inútils contra el casc de la Voyager, Janeway ignora la nau i procedeix a negociar amb els Zahl, que amenacen amb desdeny la nau Krenim més feble. Durant la seva discussió, Tuvok (Tim Russ) observa que s'acaba de produir una interrupció temporal que implica el món natal de la raça Zahl. Mentre intenten entendre què va passar, una onada d'energia temporal arriba al seu sector de l'espai.
L'onada esborra la raça Zahl de l'existència alhora que fa que la nau Krenim sigui més gran i poderosa, i redueix la "Voyager" a un estat greument danyat. Ara agressiu i més arrogant, el capità Krenim diu a Janeway que la "Voyager" s'ha de sotmetre a l'Imperi Krenim i preparar-se per ser abordada. Janeway aprofita la velocitat de la "Voyager" per escapar. Un escaneig de la regió a la nova badia d'Astrometria revela que les naus de guerra Krenim dominen aquesta regió de l'espai i serà difícil per a la "Voyager" passar-les d'amagat.
La "Voyager" comença una batalla contínua amb moltes naus Krenim durant un període de dos mesos, patint greus danys i baixes. Durant un atac, Set de Nou utilitza un torpede chroniton Krenim sense explotar per idear un mètode per protegir la "Voyager" contra les armes; tanmateix, l'arma explota parcialment, cegant i cremant greument Tuvok. Quan s'utilitza, el blindatge també afecta les ones temporals de la regió, atraient l'atenció de la "nau del temps" Krenim, la gran nau que està causant les interrupcions. El científic Krenim Annorax (Kurtwood Smith) va construir la nau per causar "incursions temporals" que s'utilitzarien per esborrar espècies de la història per enfortir l'Imperi Krenim. Tanmateix, una incursió anterior va causar una plaga que va matar milions de Krenim, inclosa la dona d'Annorax, i ell ha estat buscant una restauració completa de la seva espècie durant els darrers 200 anys. Annorax decideix destruir la "Voyager" a causa de les distorsions temporals causades pels seus escuts. La tripulació escapa ja que la "Voyager" és més ràpida, però es produeixen més danys a la nau. Janeway ordena a tots excepte al personal superior que abandonin la nau. Ella i el personal superior tenen la intenció de rescatar el Comandant Chakotay (Robert Beltran) i el Tinent Paris (Robert Duncan McNeill), que van ser segrestats per la nau del temps.

### Part II
La capitana Janeway fa una aliança amb races locals per atacar la nau del temps Krenim. L'equip superior es trasllada a les naus aliades mentre Janeway es queda a la Voyager per pilotar ella mateixa la nau greument danyada. Amb l'ajuda d'un membre de la tripulació insatisfet, Chakotay i Paris desactiven el nucli temporal de la nau del temps, fent-la vulnerable a l'atac, i es teletransporten a la nau aliada més propera. Utilitzant armament convencional, la nau del temps inutilitza les naus aliades. La Voyager queda paralitzada quan una de les naus xoca amb ella. Teoritzant que la línia temporal original es podria restaurar si la nau Krenim és destruïda per la seva pròpia arma, Janeway ordena a la flota que deixi caure els seus escuts temporals i estavella la "Voyager" contra la nau del temps mentre s'està preparant per a una altra incursió. La "Voyager" és destruïda, mentre que el nucli temporal de la nau del temps Krenim es desestabilitza i explota. Això esborra la nau del temps de la història, reiniciant la línia temporal. Mentre la seva nau s'esborra, Annorax veu com desapareix el floc de cabell de la seva dona i sembla adonar-se de la importància del que està a punt de passar: revertir tots els seus canvis també farà tornar la dona d'Annorax, complint el seu objectiu final.
A la línia temporal original, la "Voyager" s'aventura una vegada més a l'espai Krenim. Aquesta vegada, el capità de la nau de guerra Krenim és moderat: aconsella a la "Voyager" que «aquesta zona de l'espai està en disputa» i suggereix que l'evitin. Després de donar l'ordre de traçar un rumb al voltant de l'espai en disputa, Janeway comenta a Chakotay que està pensant en replicar una ampolla de vi per a la cerimònia de rededicació de la "Voyager", dient que la verema és un "bon any". En altres llocs, Annorax treballa diligentment al seu estudi. La seva dona (Lise Simms) entra i li demana que gaudeixi del dia amb ella. Annorax dubta un moment i després decideix que pot "fer temps" per a ella. Marxen mentre la seva feina roman sobre l'escriptori, representant els càlculs per a la seva alteració inicial de la línia de temps.

## Actors convidats
- Kurtwood Smith - Annorax
- John Loprieno - Obrist
- Rick Fitts – Ambaixador Zahl
- Deborah Levin - Alferes Lang
- Sue Henley - Alferes. Brooks
- Lise Simms – Esposa d'Annorax
- Peter Slutsker – Comandant Krenim

## Escriptura
Durant el desenvolupament, els guionistes van considerar ampliar la trama de "L'any infernal" perquè durés una temporada sencera.

## Recepció
"L'any infernal" apareix a la part superior o a prop de la part superior de diverses llistes dels millors episodis de Voyager.
Graeme McMillan de Wired va dir: "Aquest podria ser el punt culminant de tota la sèrie, i una cosa a la qual la sèrie hauria d'haver aspirat a partir d'aquell moment". El 2012, Den of Geek rva classificar aquest com el millor episodi de Star Trek: Voyager, assenyalant una intensa trobada entre l'USS Voyager i els Krenim que implica un prolongat cronoconflicte entre els dos. El 2011, Tor.com va incloure aquest com un dels sis episodis de Star Trek: Voyager que val la pena tornar a veure.
La nau espacial de guerra del temps Krenim que apareix a "L'any infernal" va ser qualificada com la sisena millor nau espacial de Star Trek per Space.com el 2017.  El 2015, Screen Rant va qualificar la nau espacial Krenim com la quarta nau espacial més mortal de l'univers de ciència-ficció de Star Trek.
El 2016, la revista de cinema del Regne Unit Empire va classificar aquest com el 25è millor episodi de tota la televisió de Star Trek, assenyalant-lo com una "aventura crua en dues parts" però lamentant el seu final de "botó de reinici".
El 2016, David Brown, escrivint per a Radio Times, va dir que aquesta té la 36a escena més gran de totes les pel·lícules i la televisió de Star Trek, l'escena final de Janeway i l'espectacular seqüència d'efectes visuals de la nau espacial Voyager xocant contra la nau del temps Krenim. Assenyalen la frase de Janeway, "Aquest és un any que m'agradaria oblidar" i la resumeixen com una història memorable i d'alt risc en dues parts.
SyFy va classificar "L'any infernal" com la sisena millor trama de viatge en el temps a Star Trek, el 2016.
El 2016, The Hollywood Reporter va qualificar "L'any infernal" com el 25è millor episodi de Star Trek en general,  però el millor episodi de la sèrie de televisió Star Trek: Voyager.
El 2016, IGN va classificar "L'any infernal" com el 16è millor episodi de totes les sèries de Star Trek.
En un article del 2016 que destacava el millor episodi de cada sèrie de Star Trek, Digital Trends va declarar "L'any infernal" com el guanyador de Star Trek:Voyager.
El 2017, Den of Geek va incloure aquest episodi, juntament amb "L'escorpí" (Part II), "Una", "Missatge dins d'una ampolla", "Testimoni vivent", i "Esperança i por" de la temporada 4, per a la seva guia de visualització abreujada de Star Trek: Voyager. També van classificar Kurtwood Smith com a Annorax com la segona millor estrella convidada a Star Trek: Voyager.
El 2018, CBR va qualificar "L'any infernal" com la 13a millor història de diversos episodis de Star Trek.
El desembre de 2018, Screen Rant va classificar "L'any infernal" com un dels deu millors episodis de tot Star Trek.
El 2020, SyFy Wire va classificar l'episodi "L'any infernal" emparellant els millors episodis de Star Trek: Voyager. L'anomenen "qualitat a nivell de pel·lícula", lloant-ho tot, des de les batalles espacials, els enigmes morals i l'estrella convidada Kurtwood Smith.
El 2020, CNET va classificar la nau temporal Krenim com la cinquena nau espacial més potent de l'univers Star Trek, per la seva capacitat de cometre genocidi esborrant una espècie del temps.
El 2020, ScreenRant va dir que "L'any infernal, Part I" era el quart millor episodi de Star Trek: Voyager, basat en una qualificació de IMDB de 8,9 sobre 10. Van dir que la seqüela, "L'any infernal, Part II", va ser el vuitè millor episodi de Star Trek: Voyager, basat en una qualificació IMDB de 8,7 sobre 10. Aquell mateix any el van qualificar com el desè millor episodi de viatges en el temps de tota la televisió de Star Trek.
El 2021, Variety va dir que "L'any infernal" va tenir el moment decisiu de tota la sèrie Voyager.

## Llançaments
El 2017, la sèrie de televisió completa Star Trek: Voyager es va publicar en uns caixa recopilatòria en DVD amb característiques especials.